# Franja Verhunc
Franja Verhunc (tudi Franja Vrhunc, umetniško ime Fanchette Verhunc, poročena Franja Holzapfel), slovenska operna pevka, * 8. avgust 1874, Ljubljana, † 11. november 1944, Golnik.
Po šolanju v Ljubljani je med letoma 1893 in 1897 študirala petje in igro na dunajskem konservatoriju. Leta 1897 je nastopala v Berlinski dvorni operi, nato do leta 1912 na Poljskem, kjer se je leta 1903 poročila s tenoristom Adalbertom Holzapflom. Po koncu prve svetovne vojne je učila petje v Berlinu. Avgusta 1944 se je zaradi okupacije vrnila v družinsko vilo na Bledu, toda zaradi bolezni kmalu odšla v Bolnišnico Golnik.